# 寿光
寿光（じゅこう）は、五胡十六国時代、前秦の君主苻生の治世で使用された元号。355年6月 - 357年5月。

## 西暦・干支との対照表
| 寿光 | 元年  | 2年   | 3年   |
| 西暦 | 355年 | 356年 | 357年 |
| 干支 | 乙卯  | 丙辰  | 丁巳  |